# Syvdagesslaget
Syvdagesslaget var en serie på 6 store slag, som blev udkæmpet fra den 25. juni til den 1. juli 1862 nær Richmond i Virginia under den amerikanske borgerkrig. Sydstaternes general Robert E. Lee fordrev Unionens invaderende Army of the Potomac under kommando af generalmajor George B. McClellan, fra Richmond og sendte den på tilbagetog ned gennem Virginia halvøen. Syvdagesslaget var kulminationen på Peninsula kampagnen, ikke en selvstændig kampagne.
Syvdagesslaget begyndte med et angreb fra Unionen i det mindre Slag ved Oak Grove den 25. juni 1862, men McClellan mistede hurtigt initiativet, da Lee indledte en serie angreb: Slaget ved Beaver Dam Creek den 26. juni, Slaget ved Gaines' Mill den 27. juni, de mindre træfninger ved Slaget ved Garnett's & Golding's Farm den 27. juni og 28. juni samt angrebet på Unionens bagtrop i Slaget ved Savage's Station den 29. juni. McClellan's Army of the Potomac fortsatte med at trække sig tilbage til sikkerhed ved Harrison's Landing ved James River. Lee's sidste mulighed for at afskære Unionshæren var i Slaget ved Glendale den 30. juni, men dårligt udførte ordrer lod hans modstander undslippe til en stærk defensiv position på Malvern Hill. I Slaget ved Malvern Hill den 1. juli, iværksatte Lee en række resultatløse frontalangreb og led kraftige tab mod en stærk infanteri- og artilleristilling.
Syvdagesslaget endte med, at McClellans hær var i relativ sikkerhed ved James River, efter at have lidt et tab på næsten 16.000 mand. Lee's hær, som havde været i offensiven i de syv dage, mistede over 20.000. Da Lee var sikker på, at McClellan ikke ville rykke frem mod Richmond igen, tog han nord på i Northern Virginia kampagnen og Marylandkampagnen.

## Begyndelsen på Peninsula kampagnen
Peninsula kampagnen var McClellans forgæves forsøg på at erobre Sydstaternes hovedstad Richmond og afslutte krigen. Den blev indledt i marts 1862 da McClellan landsatte sin Army of the Potomac ved Fort Monroe på spidsen af Virginia halvøen. Han bevægede sig langsomt og forsigtigt op ad halvøen og udkæmpede en række små slag og belejringer mod General Joseph E. Johnston, som var lige så forsigtig i forsvaret af sin hovedstad og trak sig tilbage trin for trin indtil han var 10 km fra Richmond. Der udkæmpedes Slaget ved Seven Pines, som også er kendt under betegnelsen Slaget ved Fair Oaks, den 31. maj og 1. juni. Rent taktisk endte slaget uafgjort, men det have langtrækkende konsekvenser for krigen, da Johnston blev såret og erstattet af den langt mere aggressive general Robert E. Lee. Lee brugte det meste af en måned på at forlænge sine forsvarslinier og organisere sin Army of Northern Virginia; McClellan hjalp ham ved passivt at vente indtil begyndelsen på Syvdagesslaget. Lee, som i begyndelsen af krigen havde fået ry for forsigtighed, vidst,e at han ikke havde en talmæssig overlegenhed over McClellan, men han planlagde en offensiv kampagne, som viste den aggressive natur, som skulle kendetegne ham i resten af krigen.

## De involverede styrker
Der var næsten 200.000 mænd i armeerne som kæmpede mod hinanden i Syvdagesslaget, selv om generalernes forsigtighed eller manglende erfaring ofte forhindrede den nødvendige samling af styrker og den nødvendige tyngde til at skabe afgørende taktiske sejre
På sydstaternes side var Lee's Army of Northern Virginia større, end den han overtog fra Johnston, og med 92.000 mand den største hær han kom til at lede i hele krigen.
- Geneneralmajor Thomas J. "Stonewall" Jackson, der netop var ankommet efter sine sejre i Jacksons Shenandoah kampagne, havde kommandoen over en styrke bestående af hans egen division, som nu var under kommando af brigadegeneral Charles S. Winder) foruden divisionerne under generalmajor Richard S. Ewell, brigadegeneral William H. C. Whiting, and generalmajor D.H. Hill.
- Generalmajor A.P. Hill's "Lette Division" (som fik det navn fordi den ikke medbragte megen oppakning og var i stand til at manøvrere og slå til hurtigt) bestod af brigaderne under brigadegeneralerne Charles W. Field, Maxcy Gregg, Joseph R. Anderson, Lawrence O'Bryan Branch, James J. Archer, og William Dorsey Pender.
- Generalmajor James Longstreet's division bestod af brigaderne under brigadegeneralerne James L. Kemper, Richard H. Anderson, George E. Pickett, Cadmus M. Wilcox, Roger A. Pryor, og Winfield Scott Featherston. Longstreet havde også den operationelle kommando over Hill's Lette Division.
- Generalmajor John B. Magruder havde kommandoen over divisionerne under generalmajor Lafayette McLaws, brigadegeneral David R. Jones og sin egen division under kommando af brigadegeneral Howell Cobb.
- Generalmajor Benjamin Huger's division bestod af brigaderne under brigadegeneralerne. William Mahone, Ambrose R. Wright, Lewis A. Armistead, og Robert Ransom, Jr.
- Generalmajor Theophilus H. Holmes's division bestod af brigaderne under brigadegeneralerne Junius Daniel, John G. Walker, Henry A. Wise, og kavaleri brigaden under brigadegeneral J.E.B. Stuart.

McClellan's Army of the Potomac, med ca. 104.000 mand var stort set organiseret som den havde været det i Slaget ved Seven Pines:
- II Korps, under brigadegeneral Edwin V. Sumner: brigadegeneralerne Israel B. Richardson og John Sedgwick's divisioner.
- III Korps, under brigadegeneral Samuel P. Heintzelman: brigadegeneralerne Joseph Hooker og Philip Kearny's divisioner.
- IV Korps, under brigadegeneral Erasmus D. Keyes: brigadegeneralerne Darius N. Couch og John J. Peck's divisioner.
- V Korps, under brigadegeneral Fitz John Porter: brigadegeneralerne George W. Morell, George Sykes og George A. McCall's divisioner.
- VI Korps, under brigadegeneral William B. Franklin: brigadegeneralerne Henry W. Slocum og William F. “Baldy” Smith's divisioner.
- Reserve styrkerne omfattede kavalerireserven under brigadegeneral Philip St. George Cooke (Jeb Stuart's svigerfar) og forsyningsbasen ved White House Landing under brigadegeneral Silas Casey.

## Lee's plan
Ligesom Johnston's plan ved Seven Pines var Lee's angrebsplan kompleks og krævede dygtig koordination og udførelse af alle hans underordnede. Den blev udviklet på et møde den 23. juni 1862.
Nordstaternes styrker ved hans front bestod af ca. 30.000 mænd under Porter på den nordlige side af Chickahomini floden og de resterende 60.000 spredt sydpå. Han planlagde med, at Jackson skulle angribe Porters højre flanke tidligt om morgenen den 26. juni, og A.P. Hill skulle rykke fra Meadow Bridge til Beaver Dam Creek, som flyder ind i Chickahominy, og rykke frem til Unionshærens stillinger. (Lee forventede, noget optimistisk, at Porter ville trække sig tilbage fra sine stillinger under pres, hvilket ville overflødiggøre behovet for et frontalangreb. Derefter ville Longstreet og D.H. Hill passere gennem Mechanicsville og træde ind i slaget. Huger og Magruder ville lave afledningsmanøvrer på deres front, for at McClellan ikke skulle gætte Lee's planer. Lee håbede, at Porter ville blive løbet over ende fra to sider under presset fra 65.000 mand, og Lee's to forreste divisioner ville derefter rykke mod Cold Harbor og afskære McClellan's kommunikationslinie med White House Landing. Imidlertid blev udførelsen af planen alvorligt forkludret.

## Slag
Slaget ved Oak Grove (25. juni)
Et mindre sammenstød som indtraf inden de større slag i Syvdagesslaget. Under forsøg på at flytte belejringskanoner til Richmond og fordrive sydstatshærens forposter angreb unionsstyrker under Hooker gennem en sump uden at det påvirkede Sydstaternes angreb, som startede den næste morgen.
Slaget ved Beaver Dam Creek (26. juni)
Beaver Dam Creek, eller Mechanicsville, var det første store slag i Syvdagesslaget. Jackson gik langsomt frem og holdt ikke kontakt. Klokken 15 blev A.P. Hill utålmodig og startede sit angreb uden ordrer. To timers intens kamp mellem Hill og McCall's division fulgte. Porter forstærkede McCall med brigaderne under brigadegeneralerne John H. Martindale og Charles Griffin, og han forlængede og styrkede sin højre flanke, Porter trak derefter sine styrker tilbage så de var koncentreret langs Beaver Dam Creek og Ellerson's Mill.
Jackson og hans styrker ankom sent på eftermiddagen, men da han ikke kunne finde hverken A.P. Hill eller D.H. Hill, foretog han sig ingenting. Selv om et større slag rasede indenfor hørevidde, beordrede han sine styrker til at slå lejr for natten. A.P. Hill, med Longstreet og D.H. Hill bag sig fortsatte sit angreb, trods ordrer fra Lee om at stå fast. Hans angreb blev slået tilbage med store tab.
Selv om det var en taktisk sejr for Unionen, var det begyndelsen på et strategisk sammenbrud. McClellan, som troede, at afledningerne fra Huger og Magruder syd for floden betød, at han var alvorligt i undertal, trak sig tilbage mod sydøst og fik aldrig initiativet tilbage.
Slaget ved Gaines' Mill (27. juni)
Lee fortsatte sin offensiv, og igangsatte krigens største sydstatsangreb. (Det foregik næsten på det samme sted som i 1864 Slaget ved Cold Harbor og havde tab i tilsvarende størrelsesorden). Unionens styrker var koncentreret i en halvcirkel med Porter, som trak sin linje tilbage til et øst-vest gående fremspring nord for floden, mens korpsene syd for floden forblev i deres oprindelige positioner. Porter fik ordre fra McClellan om at holde Gaines' Mill for enhver pris, så hæren kunne skifte forsyningsbase til James River. Adskillige af McCLellans underordnede pressede på, for at han skulle angribe Magruder, men han var stadig bange for det store antal konfødererede, som han troede var foran ham.
A.P. Hill genoptog sit angreb over Beaver Dam Creek tidligt om morgenen, men fandt at linjen kun var let forsvaret. Først på eftermiddagen løb han ind i stærk modstand fra Porter langs med Boatswain's Creek, og det sumpede terræn var en alvorlig forhindring for angrebet. Da Longstreet ankom syd for A.P. Hill, så han vanskeligheden ved at angribe over et sådant terræn og ventede indtil Jackson kunne angribe på Hills venstre side. Igen var Jackson imidlertid forsinket. D.H. Hill angreb Unionens højre side og blev stoppet af Sykes, hvorefter han trak sig tilbage for at afvente Jacksons ankomst. Longstreet blev beordret til at gennemføre et skinangreb for at stabilisere linjen, indtil Jackson kunne ankomme og angribe nordfra. Under dette skinangreb blev Picketts brigade slået tilbage under kraftig ild, og med store tab. Jackson ankom endelig kl. 15 og var totalt desorienteret efter en dag med formålsløs marcheren frem og tilbage. Porter's linje blev reddet af Slocum's division, der rykkede på plads. Kort efter mørkets frembrud igangsatte sydstatshæren endnu et angreb, som var dårligt koordineret, men denne gang brød Unionens linje sammen. Brigadegeneral John Bell Hoods Texas Brigade åbnede et hul i linjen, og det samme gjorde Picket's brigade på dagens 2. forsøg. Igen var Magruder i stand til at narre McClellan syd for floden og holde 60.000 unionstropper beskæftiget, mens de større kampe foregik nord for floden. Klokken 4 om morgenen den 28. juni trak Porter sig tilbage over Chickahominy, og brændte broerne bag sig.
Samme nat beordrede McClellan hele sin hær til at trække sig tilbage til en sikker base ved Harrison’s Landing ved floden James. Denne beslutning har undret militærhistorikerne lige siden. Han stod i en stærk position efter at have modstået kraftige angreb fra sydstatshæren og kun et af hans fem korps havde været i kamp. Porter havde klaret sig godt, trods svære betingelser. Desuden vidste McClellan, at krigsministeriet havde opstillet en ny hær Army of Virginia og beordret den afskibet til halvøen som forstærkning af ham. Lee havde taget modet fra ham, og han lod Lee tage initiativet. Han sendte et telegram til krigsministeren, hvor han bl.a. skrev: ”Hvis det lykkes mig at redde hæren, siger jeg rent ud, at jeg ikke skylder Dem eller nogen anden i Washington tak i den anledning. I har gjort jeres bedste for at ofre denne hær”. Telegrafafdelingen valgte at fjerne denne sætning fra den kopi, som ministeren fik at se.
McClellan beordrede Keyes’ IV Korps til at placere sig vest for Glendale og beskytte hærens tilbagetrækning, og Porter skulle placere sig i det høje terræn ved Malvern Hill og etablere en defensiv stilling. Forsyningstogene blev beordret sydpå til floden. McClellan tog af sted til Marrisons’ Landing uden at angive hvilken vej hæren skulle trække sig tilbage ad, og hvem der var hans næstkommanderende. I resten af Syd dages slaget havde han ikke nogen direkte kommando over slagene.
Slaget ved Garnett's & Golding's Farm (27. juni – 28. juni)
Et mindre skinangreb syd for floden, en fortsættelse af kampen ved Gaines' Mill. Som en udløber af Magruder’s skinangreb blev brigaderne under oberst George T. Anderson og brigadegeneral Robert Toombs involveret i nogle hårde kampe mod Winfield S. Hancock’s brigade. Angrebene blev let slået tilbage, men tog modet endnu mere fra McClellan. Toombs genoptog angrebet den følgende morgen, og selv om han fik mere succes med det nu end den 27. juni måtte hans mænd trække sig tilbage under kraftig artilleribeskydning fra Garnett’s farm.
Slaget ved Savage's Station (29. juni)
Idet unionens korps opererede uden vejledning fra McClellan’s hovedkvarter nærmede de sig positioner nær Savage’s Station på ’’Richmond & York River Railroad’’ og gjorde sig klar til den vanskelige march gennem og rundt om
White Oak Swamp. Magruder løb ind i bagtroppen af Unionsstyrken ved Stationen. Han var langsom til at få iværksat et angreb, men det lykkedes ham at sætte et ind mod Sumner's korps og Baldy Smith's division midt på eftermiddagen. Han regnede med at få støtte fra Jackson hvilket øjeblik det skulle være, men for tredje gang i kampagnen dukkede Jackson ikke op. Han brugte den 29. juni (en søndag) til at give sine mænd et hvil og genopbygge en bro over Chickahominy, selv om et brugbart vadested lå lige i nærheden. Magruder’s angreb blev slået tilbage, og Unionens korps undslap – primært på grund af Jackson’s nølen. Ved middagstid den 30. juni havde hele Army of the Potomac passeret White Oak Swamp Creek, men på grund af den ukoordinerede tilbagetrækning opstod der en flaskehals ved Glendale.
Slaget ved White Oak Swamp (30. juni)
Unionens bagtrop under commando af Franklin stoppede Jackson's divisioner ved White Oak Bridge overgangen, hvilket førte til en artilleriduel mens hovedkampen rasede tre km længere sydpå ved Glendale. White Oak Swamp betragtes ofte som en del af slaget ved Glendale.
Slaget ved Glendale (30. juni)
Lee beordrede sin hær til at rykke frem mod Unionshæren i flaskehalsen mellem White Oak Swamp og vejkrydset ved Frayser's Farm, der er slagets andet navn. Igen blev Lee’s plan dårligt udført. Huger blev forsinket af forhindringer langs Charles City Road og kom slet ikke til at deltage i slaget. Magruder marcherede ubeslutsomt omkring, og endte med at slå sig sammen med Holmes i en fejlslagen manøvre mod Porter ved Malvern Hill. Jackson bevægede sig igen langsomt, og var hele dagen nord for åen, og gjorde kun svage forsøg på at krydse over og angribe Franklin (i slaget ved White Oak Swamp).
Lee, Longstreet og den besøgende præsident Jefferson Davis observerede kampen på hesteryg, da de kom under kraftig artilleribeskydning og gruppen trak sig tilbage efter at to mand var blevet såret og 3 heste dræbt. På grund af tilbageslagene var det kun A.P. Hill og Longstreet, som kunne angribe i slaget. Longstreet klarede det skidt. Han sendte sine brigader i kamp en ad gangen i stedet for at angribe med en stor styrke på en gang, således som han senere blev kendt for. De stødte mod George McCall’s division og trængte den tilbage, men gennembruddet blev hurtigt stoppet af forstærkninger. McCall blev taget til fange under slaget, mens Meade, Sumner, Anderson, Featherston og Pender blev såret. Lee ville kun få en mulighed mere for at afskære McClellan’s hær inden den nåede i sikkerhed ved floden.
Slaget ved Malvern Hill (1. juli)
Det sidste slag i Syvdagesslaget var det første hvor Unionshæren stod på fordelagtig grund. Malvern Hill gav gode muligheder for at observere fjenden, og gode muligheder for at placere artilleriet. De åbne marker mod nord kunne let bestryges med ild fra de 250 kanoner som var opstillet af oberst Henry J. Hunt, McClellan's chef for artilleriet.
| „ | Det var ikke krig, det var mord | “ |
|   | — Generalmajor D.H. Hill        |   |

Udenfor dette område var terrænet sumpet og kraftigt bevokset. I stedet for at angribe fra flanken angreb Lee stillingen direkte på, i håbet om at hans artilleri kunne rense vejen for et vellykket infanteriangreb (på samme måde som han tog fejl ved Pickett’s angreb i Slaget ved Gettysburg året efter).
Unionens artilleri var stærkere hvad angår placering og træning, og deres beskydning af Lee’s artilleri ødelagde mange af sydstaternes kanoner. Lee afblæste sit angreb, men sidst på eftermiddagen så han troppebevægelser på Unionens side, og da han antog, at de var en del af en tilbagetrækning beordrede han angrebet gennemført alligevel. Det blev et dårligt ledet angreb, hvor D.H. Hill, Jackson og til sidst Huger angreb hver for sig. A.P. Hill og Longstreet deltog ikke. Porter, den øverstkommanderende i McClellans fravær havde intet besvær ved at slå angrebene tilbage. Lee’s hær led tab på over 5.000 mod 3.200 til Unionen i denne spildte indsats, og trak sig tilbage til Richmond, mens Unionshæren afsluttede sin tilbagetrækning til Harrison’s Landing.

## Efter slaget
Syvdagesslaget afsluttede Peninsula kampagnen. Army of the Potomac slog lejr ved Berkeley plantagen, fødested for William Henry Harrison. Med ryggen mod James River var hæren beskyttet af kanonbåde, men led hårdt under hede, fugtighed og sygdom. I august blev den trukket tilbage på ordre fra præsident Lincoln for at styrke Army of Virginia i Northern Virginia kampagnen og Andet slag ved Bull Run.
Tabene på begge sider var forfærdelige. Lee’s Army of Northern Virginia led tab på omkring 20.000 (3.494 dræbte, 15.758 sårede og 952 tilfangetagne eller savnede) ud af over 90.000 som deltog i slaget. McClellan indberettede tab på omkring 16.000 (1.734 dræbte, 8,062 sårede og 6.053 tilfangetagne eller savnede ud af 105.445.
Trods sejren var mange Sydstatsfolk rystede over tabene.
Virkningen af Syvdagesslaget var betydelig. Efter en succesfuld start på Halvøen, som lovede en hurtig afslutningen på krigen blev Nordstaternes moral ødelagt af McClellans tilbagetrækning. Trods store tab og selv om Lee og hans generaler havde håndteret taktikken på en klodset måde, gav Slaget Sydstaternes moral et ordentligt løft, og Lee fik mod på at fortsætte sin aggressive strategi i det Andet slag ved Bull Run og Marylandkampagnen.
McClellan’s tidligere stilling som øverstkommanderende general for alle Unionens hære, som havde stået tom siden marts, blev besat den 11. juli 1862 af generalmajor Henry W. Halleck om end McClellan beholdt sin kommando over Army of the Potomac. Lee reagerede på sine underordnedes præstationer ved at omorganisere sin hær og tvinge Holmes og Magruder væk fra Virginia.

## Eksterne links
- Animated History of the Peninsula Campaign Arkiveret 8. september 2008 hos  Wayback Machine
- Seven Days Order of Battle